# Рока ди Мецо (Рим)
Рока ди Мецо је насеље у Италији у округу Рим, региону Лацио.
Према процени из 2011. у насељу је живело 70 становника. Насеље се налази на надморској висини од 823 м.